# Cogna
Cogna es una localidad y comuna francesa situada en la región de Franco Condado, departamento de Jura, en el distrito de Lons-le-Saunier y cantón de Clairvaux-les-Lacs.

## Demografía
| 201 | 199 | 226 | 216 | 216 | 212 | 241 |
| Para los censos de 1962 a 1999 la población legal corresponde a la población sin duplicidades (Fuente: INSEE [Consultar]) |     |     |     |     |     |     |